# 第6回全国中等学校優勝野球大会
第6回全国中等学校優勝野球大会は、1920年（大正9年）8月14日から8月19日まで鳴尾球場で行われた全国中等学校優勝野球大会である。

## 概要
地方大会では前年まで東北大会に参加していた北海道を対象とする北海道大会が新設され、前年から1校増えて15校が出場した。また、この大会で初めて前年度優勝校が出場できなかった（神戸一中、兵庫大会初戦敗退）ため、入場式での優勝旗返還が行われなかった（後にこのようなケースの場合、前年度優勝校の選手1名が開会式に参加し優勝旗の返還を行う）。
本大会では選手の健康管理と資格が大きな問題となった。優勝投手となった関西学院中の沢昇は肋膜炎が完治しないまま大会に出場し、2回戦以降は高熱を押しての登板を続けた。鳥取中・坂本、鴻城中・藤田の両選手は脚気を患いながら出場したが試合途中で交代せざるを得ないほどの症状だった。これを受け、2年後の第8回大会より参加選手は健康証明書を提出することが制度化された。
また、選手資格の問題としては、法政大学の選手として大学野球経験がある小方二十世が豊国中の選手として出場したことがあげられる。当時の中学野球の規約では選手の年齢制限はなく、在籍生を学校長が代表選手と認めればどんな選手でも出場できたため、このような現象が起こった。これも2年後に選手年齢を18歳未満にする年齢制限などの規約改正を行い、大学野球経験者が出場することはできなくなった。

## 代表校
| 地方大会 | 代表校     | 出場回数     |
| -------- | ---------- | ------------ |
| 北海道   | 北海中     | 初出場       |
| 東北     | 一関中     | 2年ぶり3回目 |
| 関東     | 竜ヶ崎中   | 3年連続3回目 |
| 京浜     | 慶応普通部 | 5年連続5回目 |
| 甲信     | 松本商     | 初出場       |
| 北陸     | 長岡中     | 3年連続3回目 |
| 東海     | 愛知一中   | 4年連続4回目 |
| 京津     | 京都一商   | 初出場       |

| 地方大会 | 代表校     | 出場回数     |
| -------- | ---------- | ------------ |
| 紀和     | 和歌山中   | 6年連続6回目 |
| 大阪     | 明星商     | 3年ぶり2回目 |
| 兵庫     | 関西学院中 | 2年ぶり4回目 |
| 山陰     | 鳥取中     | 3年連続5回目 |
| 山陽     | 鴻城中     | 初出場       |
| 四国     | 松山商     | 2年連続2回目 |
| 九州     | 豊国中     | 初出場       |

## 試合結果

### 1回戦
- 長岡中 7 - 4 北海中
- 関西学院中 6 - 0 松本商
- 松山商 10 - 1 鴻城中
- 京都一商 5 - 1 和歌山中
- 鳥取中 6 - 2 豊国中
- 愛知一中 1 - 0 竜ヶ崎中
- 明星商 6 - 2 一関中

### 準々決勝
- 関西学院中 5 - 3 愛知一中
- 松山商 19 - 0 明星商
- 鳥取中 2 - 0 京都一商
- 慶応普通部 4 - 2 長岡中

### 準決勝
- 慶応普通部 4x - 3 松山商（延長16回）
- 関西学院中 14 - 3 鳥取中

### 決勝
|            | 1 | 2 | 3 | 4 | 5 | 6 | 7 | 8 | 9 | R  | H | E  |
| ---------- | - | - | - | - | - | - | - | - | - | -- | - | -- |
| 慶応普通部 | 0 | 0 | 0 | 0 | 0 | 0 | 0 | 0 | 0 | 0  | 3 | 13 |
| 関西学院中 | 0 | 0 | 4 | 0 | 7 | 1 | 0 | 5 | X | 17 | 8 | 1  |

1. （慶）：田島、谷口 - 大川
2. （関）：沢 - 三輪
3. 審判
［球審］小西
［塁審］森・北村

## その他の主な出場選手
- 竹内愛一（京都一商）
- 井口新次郎（和歌山中）
- 藤本定義（松山商）